# Diaspidiotus prunorum
Diaspidiotus prunorum är en insektsart som först beskrevs av Robert Malcolm Laing 1931.  Diaspidiotus prunorum ingår i släktet Diaspidiotus och familjen pansarsköldlöss. Inga underarter finns listade i Catalogue of Life.